# تپه گلرت
تپهٔ گِلِرت یا کوه گلرت (مجاری: Gellért-hegy و ترکی استانبولی: Gürz İlyas Bayırı) با ارتفاع ۲۳۵ متر از سطح دریا و مشرف به دانوب، در بوداپست (واقع در ناحیه‌های ۱ و ۱۱) پایتخت مجارستان واقع شده‌است. گلرت (شامل تسیتادلا) و تپه‌های بودا که نیمی پوشیده از جنگل هستند، از سال ۱۹۸۷ در فهرست میراث جهانی یونسکو به ثبت رسیده‌اند. همچنین به این نقطه به خاطر دید بی‌نظیر آن جواهر دانوب لقب داده‌اند. تپه نام خود را از سن گلرت گرفته که طبق روایات، پاگان‌های مجار او را در بشکه‌ای افکنده و از بالای تپه به دانوب پرتاب کردند.

## جغرافی
به لحاظ جغرافیایی، گلرت با ارتفاع ۲۳۵ متر تپه است ولی به آن کوه نیز گفته می‌شود. بخش عمدهٔ تپه از سنگ‌های رسوبیِ دولومیتی با منشأ دریایی از دورهٔ تریاس در ۲۰۰ میلیون سال پیش ایجاد شده‌است که دولومیت از خانوادهٔ سنگ آهک با انحلال‌پذیری کمتر باعث سخت‌تر بودن سنگ‌ها و خاک تمامی تپه می‌شود. پای تپه در کنار دانوب کاملاً از کارست پوشیده شده‌است. این توده سنگ به علاوهٔ تپه‌های بودا در امتداد جنوب رشته کوه‌های آلپ است که تا کوهای فرادانوبی کشیده شده‌اند. عمق ۱۰ متری دانوب در پای گلرت گودترین قسمت رود در بوداپست است.

## تاریخ

### تاریخ اولیه

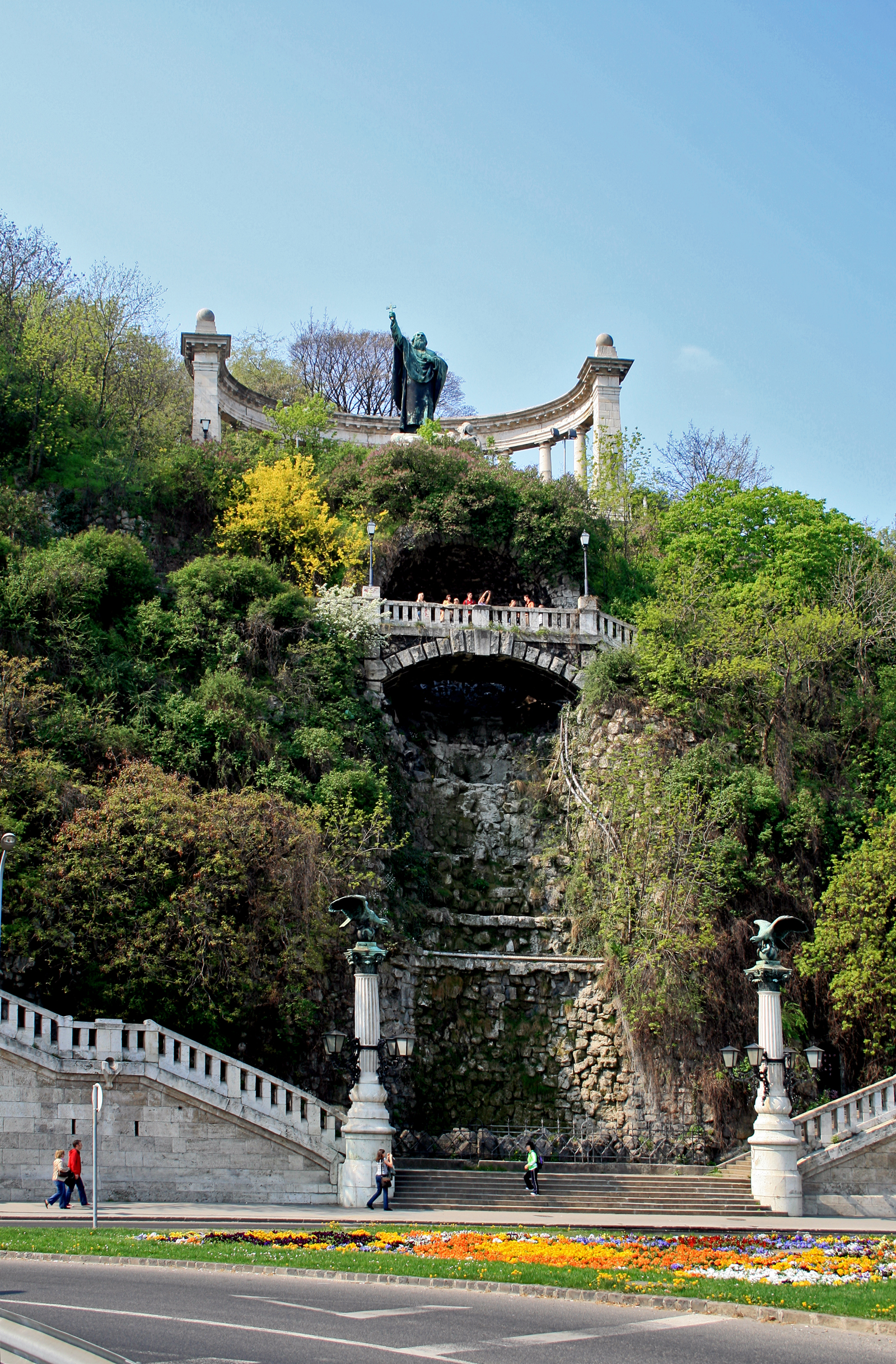
مجسمهٔ سن گلرت در بالای آبشار

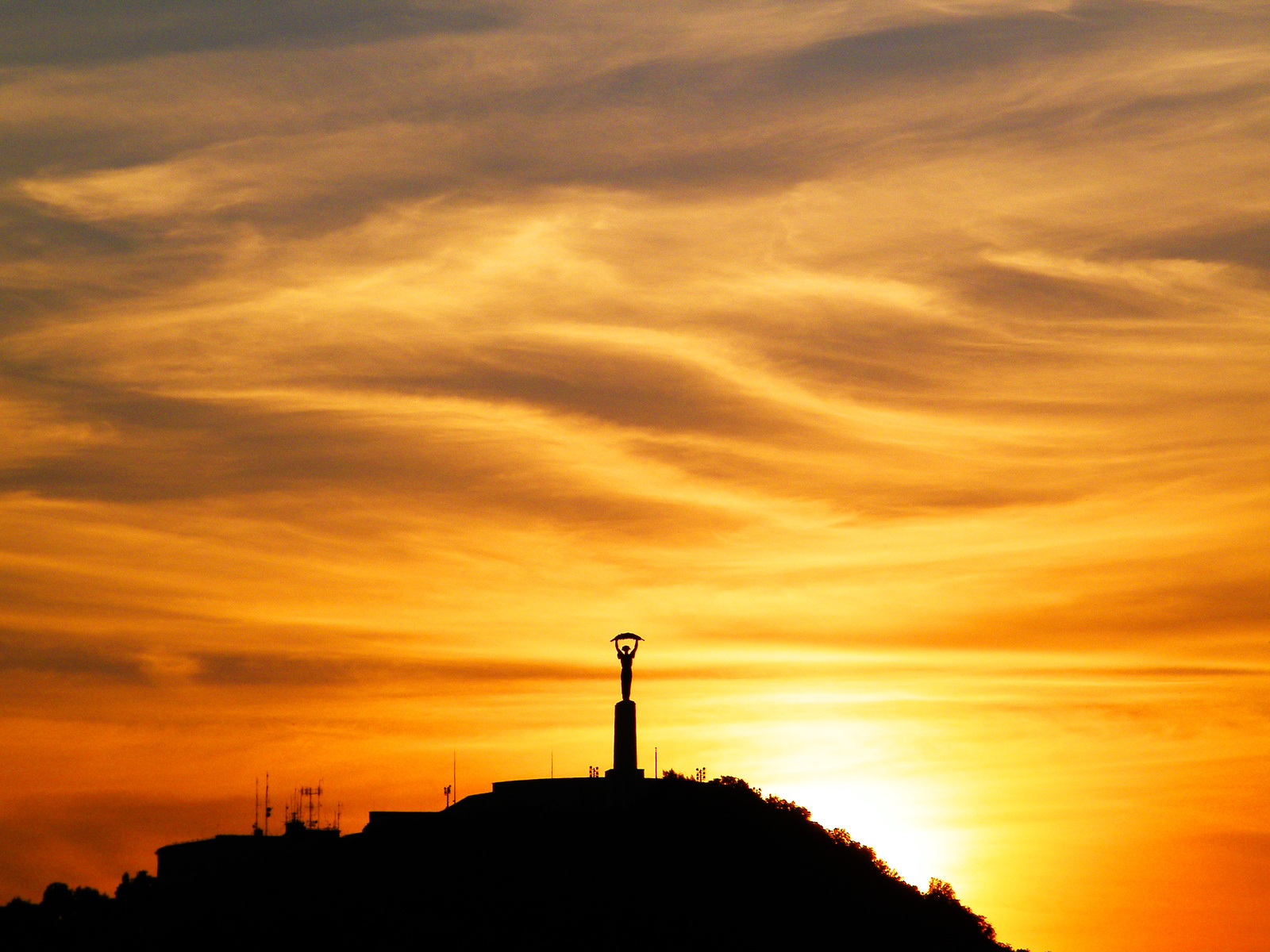
مجسمهٔ آزادی (به طنز بزرگترین درباز کن دنیا) در غروب آفتاب

باستان‌شناسان، سکونت بشر را از حدود ۱۵۰هزار سال پیش در پایکوه گلرت و در کنار دانوب تخمین زده‌اند.
سلتی‌های اِراویسکی تا پیش از قرن یکم میلادی و مغلوب شدن توسط رومی‌ها در بالای تپه استحکامات دفاعی داشته‌اند.
تپه در زمان آرپاد، کوه پِشتی یا کوه کِلِن نامیده می‌شد که نام پِشت با ریشهٔ اسلاوی به معنی کوره یا تنور احتمالاً به خاطر وجود غار و چشمهٔ آبگرم داخل تپه بود. آنسوی رودخانه، بخش شرقی رود دانوب که پست نامیده می‌شود، نامش را از اینجا گرفته‌است.
طبق روایاتی سن گلرت در سال ۱۰۴۶ از طرف سنگلاخی کوه در بشکه‌ای به پایین پرت شده، که صحت این روایت اکنون زیر سؤال است. نام گلرت اولین بار از قرن پانزدهم میلادی به تپه داده شد.
در زمان اشغالِ ترکان عثمانی (به مدت حدوداً یک قرن ونیم)، در پایین تپه حمامی با استفاده از آب گرمِ استخراج شده از دل زمین ساخته شد که تا به امروز نیز با عنوان حمام روداش کاربرد دارد. در بالای تپه هم زیارتگاهی به نام گورز الیاس، شخصیت اسطوره‌ای طریقهٔ بکتاشیه بنا شد. در کتاب سیاحت‌نامه، اولیا چلبی بین سالهای ‎ ۱۶۶۰–۱۶۶۴ میلادی نوشته که در اطرافِ تپه‌های بودا تا زیارتگاه همه جا پوشیده از تاکستان بوده اکنون ولی هیچ اثری از تاکستان یا زیارتگاه بکتاشی نمانده‌است.
طبق اساطیر قدیمی، جادوگران شبها گردهم آمده و در بالای یکی از تپه‌های بودا، جزایر دانوب یا در حاشیهٔ جنگلها به عیاشی و پایکوبی می‌پرداختند. گلرت که در کنار دانوب سربرآورده، مشهورترین جای این گردهمایی‌ها در کل کشور و اروپا بوده‌است و در قرن هفدهم تپه شاهد چندین فقره دادگاه مجازات جادوگران بوده‌است.

### تسیتادلا
در سال ۱۸۵۱ روی تپه اَرگی ساخته شد که نام تسیتادلا بر آن نهادند. آن را به دنبال انقلاب ‎۱۸۴۸–۱۸۴۹ مجارستان به دستور امپراتور اتریش، فرانتس یوزف برای کنترل بیشتر بودا و پشت و پیشگیری از انقلاب‌های دیگر ساختند.

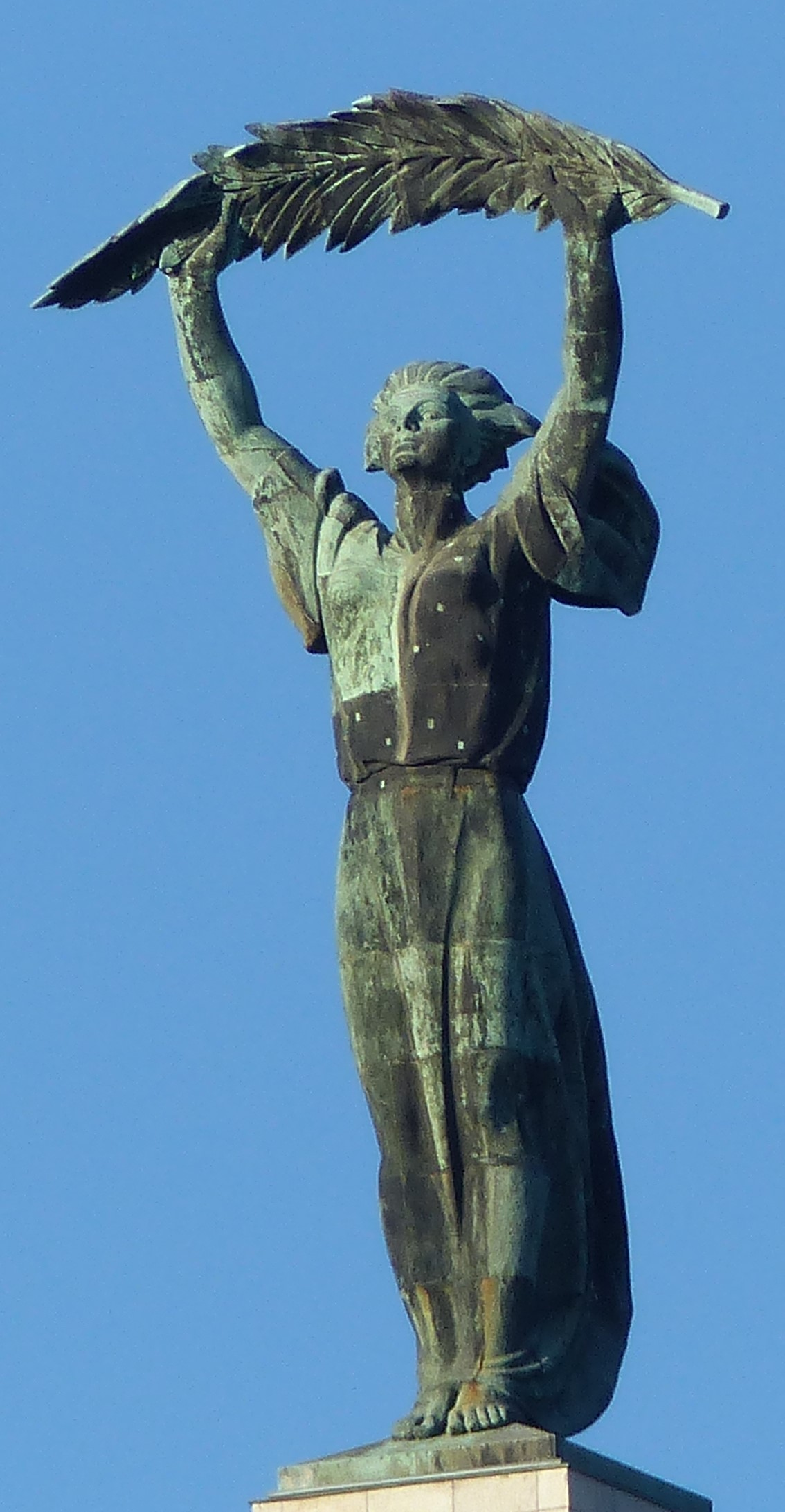
بانو و شاخ نخل - نماد آزادی ساخت ۱۹۴۷

### مجسمهٔ سن گلرت
فرانتس یوزف، مجسمهٔ سن گلرت را به همراه ۱۰ مجسمهٔ دیگر در سال ۱۹۰۴ به بوداپست اهدا کرد که آن را در ضلع شمال شرقی تپه در ارتفاع ۳۳ متری در همان نقطه‌ای که قدیس به داخل دانوب پرت شد، نصب کردند. مجسمه‌ای است برنزی با ارتفاع ۷ متر و از پست هم دید دارد. پایین مجسمه مجموعهٔ طراحی شده‌ای قرار دارد که شامل یک آبشار، پله‌های مخصوص گردش و دو تورول بر روی دو ستون است.

### مجسمهٔ آزادی
در پایان جنگ جهانی دوم ارتش شوروی، پس از یک نبرد سخت به مدت یک ماه ارتش نازی را شکست داده و مجارستان را اشغال کرد. از اولین تصمیمات، ساختن یادبودی در بهترین نقطه در بوداپست بود که آزادسازی ملت مجار توسط اتحاد جماهیر شوروی را به خوبی نشان دهد. این امر محقق شد و در سال ۱۹۴۷ یک مجسمهٔ ۱۴ متریِ نماد آزادی را در بلندترین نقطه از کوه نصب کردند و زیر آن نوشتند: «گرامیداشت قهرمانان آزادی‌بخشِ شوروی. مردم حق شناسِ مجار ۱۹۴۵». این کتیبه در سال ۱۹۹۸، پس از پایان کمونیسم به: «گرامیداشت کسانی که جان خود را برای استقلال، آزادی و بهروزی مجارستان فدا کردند» تغییر پیدا کرد.

## نگارخانه

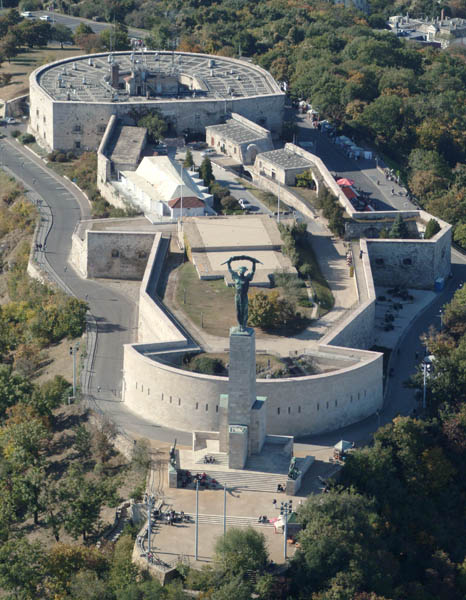
تسیتادلا
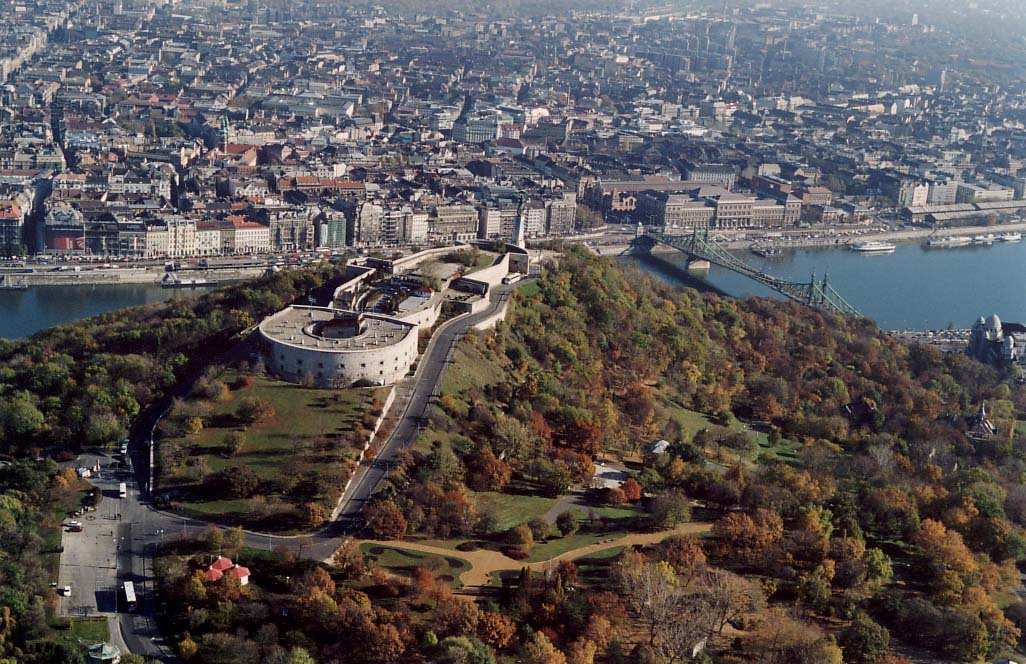
نمای هوایی
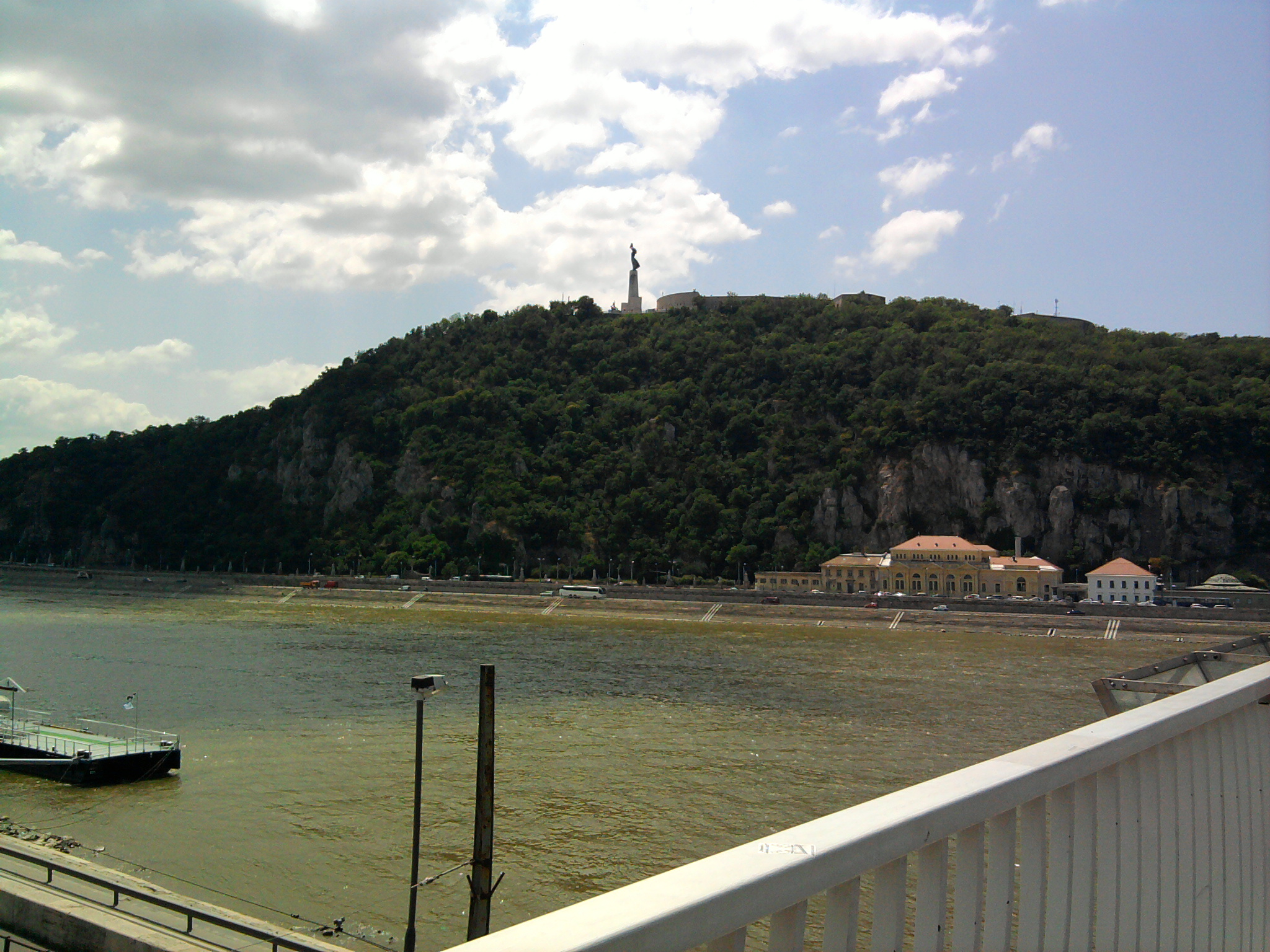
نمای کوه از روی پل ارژبت
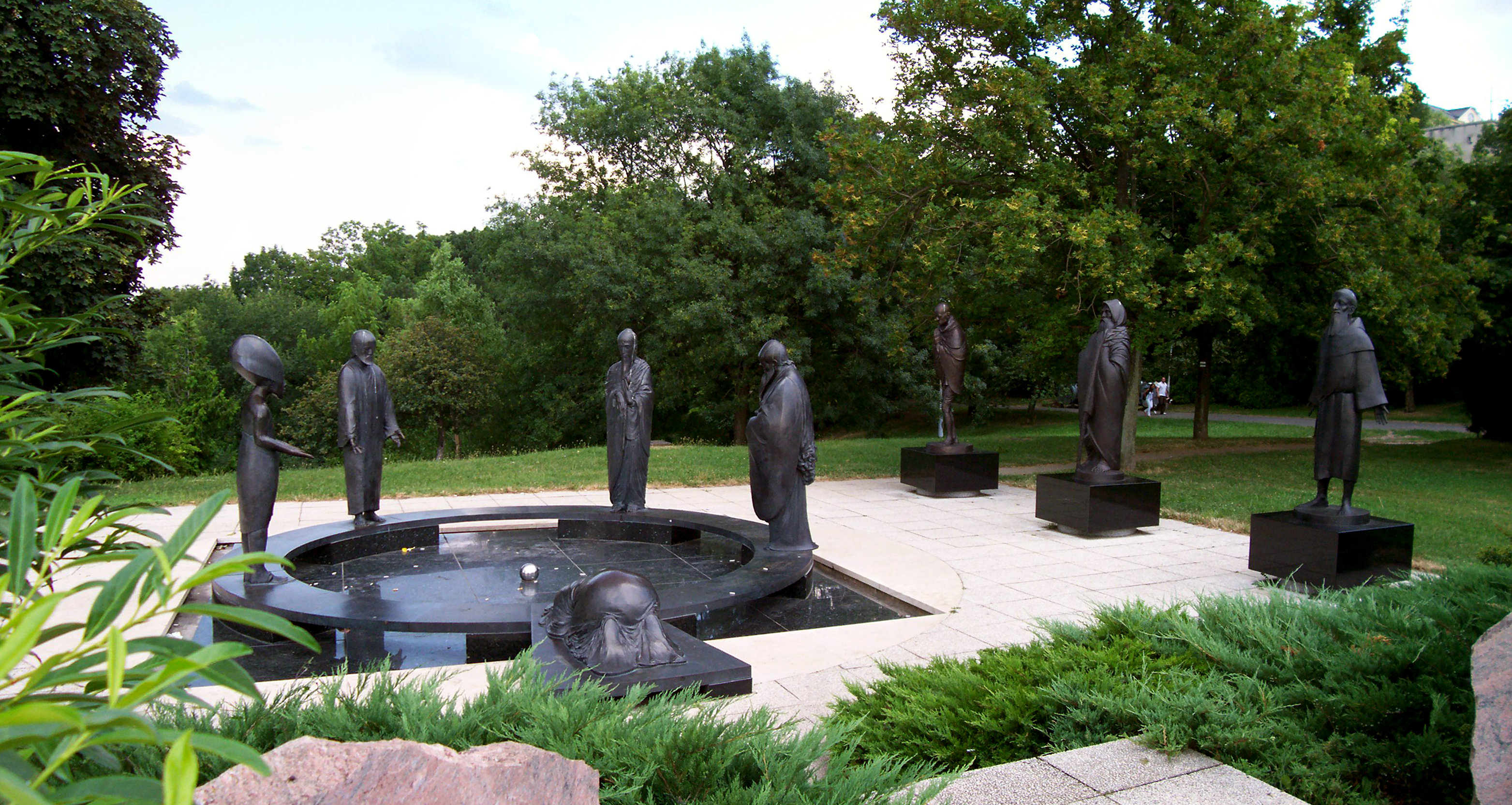
باغ فلاسفه - ابراهیم در سجده

## یادداشت
1. ↑  (به مجاری: Pesti-hegy) وابسته به پست
2. ↑  (به مجاری: Kelen-hegy)
3. ↑  (به ترکی استانبولی: Gürz Ilyas) و 
(به بوسنیایی: Đerzelez Alija)
4. ↑  مجاری شدهٔ سیتادل (به انگلیسی: Citadel)